# Yahoo Serious
Yahoo Serious, eg. Greg Pead, född 27 juli 1953 i Hunter Valley, New South Wales, Australien, är en australisk regissör och skådespelare. Känd från Young Einstein (1988).